# Josef Kollmann (Politiker, 1868)

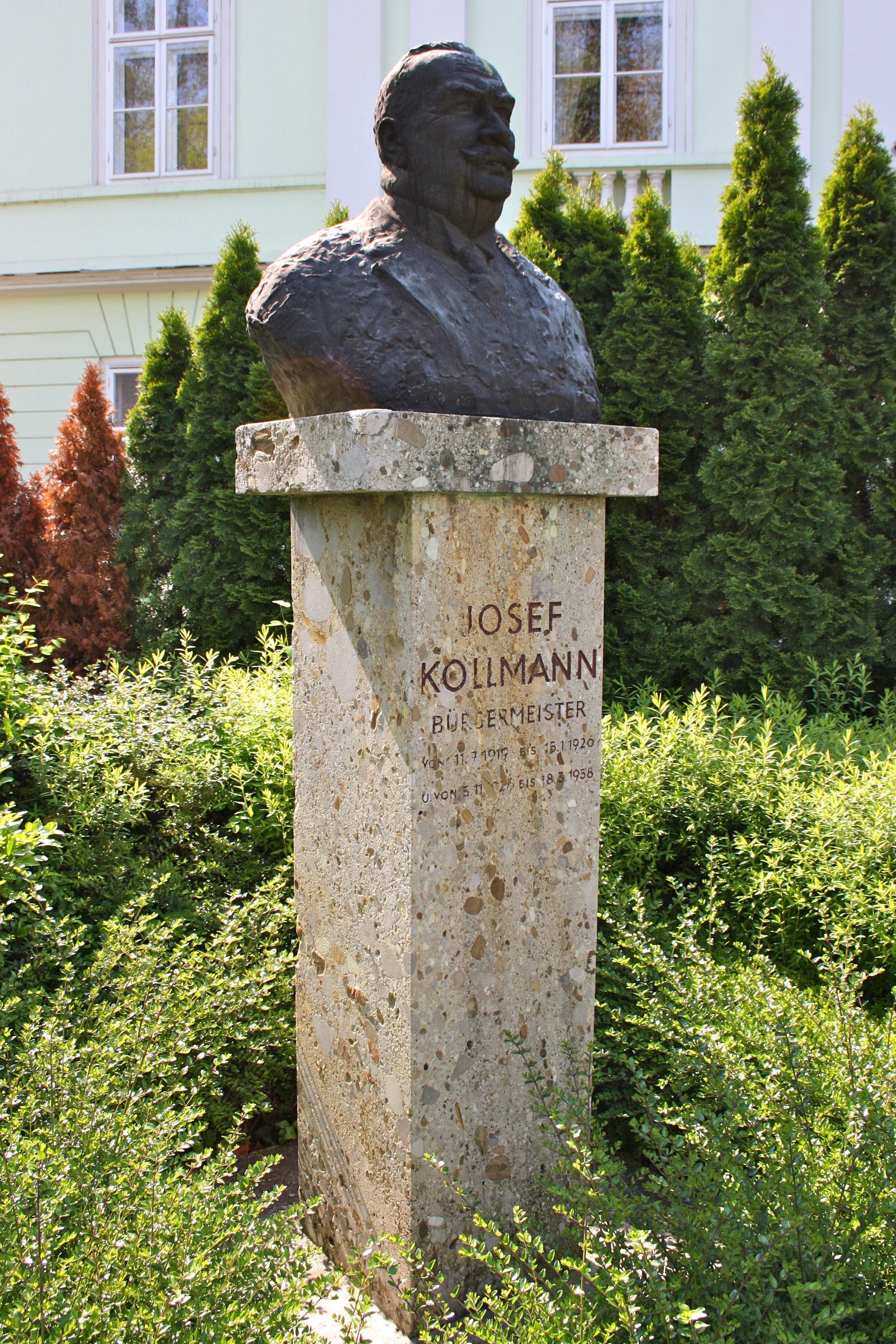
Denkmal für Josef Kollmann in Baden

Josef Franz Nikolaus Kollmann (* 23. Oktober 1868 in Laibach; † 16. Juni 1951 in Baden, Niederösterreich) war ein österreichischer Kaufmann und Politiker der Christlichsozialen Partei (CS).

## Leben
Josef Kollmann war von 1919 bis 1938 Bürgermeister von Baden. Zwischen 1919 und 1920 war Kollmann Mitglied der Konstituierenden Nationalversammlung und vom 5. November 1918 bis zum 4. Mai 1919 Abgeordneter im Provisorischen Landtag von Niederösterreich. Von 1920 bis 1934 war er Abgeordneter zum Nationalrat (I., II., III. und IV. Gesetzgebungsperiode) und 1926 österreichischer Finanzminister. 
Kollmann veranlasste die Errichtung der Spielbank in Baden und war ein Gegner des Ständestaats. Die Nationalsozialisten machten ihm 1940 vergeblich einen Prozess wegen angeblichen Missbrauchs der Amtsgewalt und Veruntreuung des ihm anvertrauten Kollmann-Fonds.